# Nube interstellare

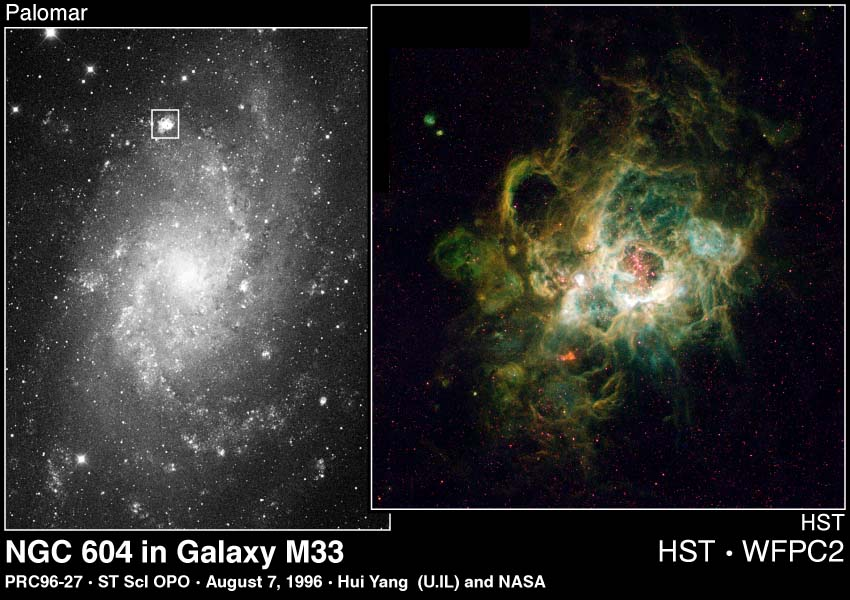
Oltre 200 stelle di nuova formazione sono presenti all'interno della nube nota come NGC 604, nella Galassia del Triangolo. Queste stelle irradiano i gas con un'energetica luce ultravioletta, ionizzando gli atomi e creando delle vaste cavità all'interno della nube.

Una nube interstellare è un accumulo di gas e polveri presente all'interno di una galassia; in altri termini, si tratta di una regione nebulare in cui la densità della materia è superiore a quella media del mezzo interstellare.
A seconda dei valori di densità, dimensioni e temperatura di una determinata nube, l'idrogeno in essa contenuto può presentarsi sotto diverse forme: neutro (Regione H I), ionizzato (Regione H II) o molecolare (nube molecolare). Solitamente ci si riferisce alle nubi di idrogeno neutro e ionizzato come nubi diffuse, mentre alle nubi molecolari come nubi dense.

## Distribuzione

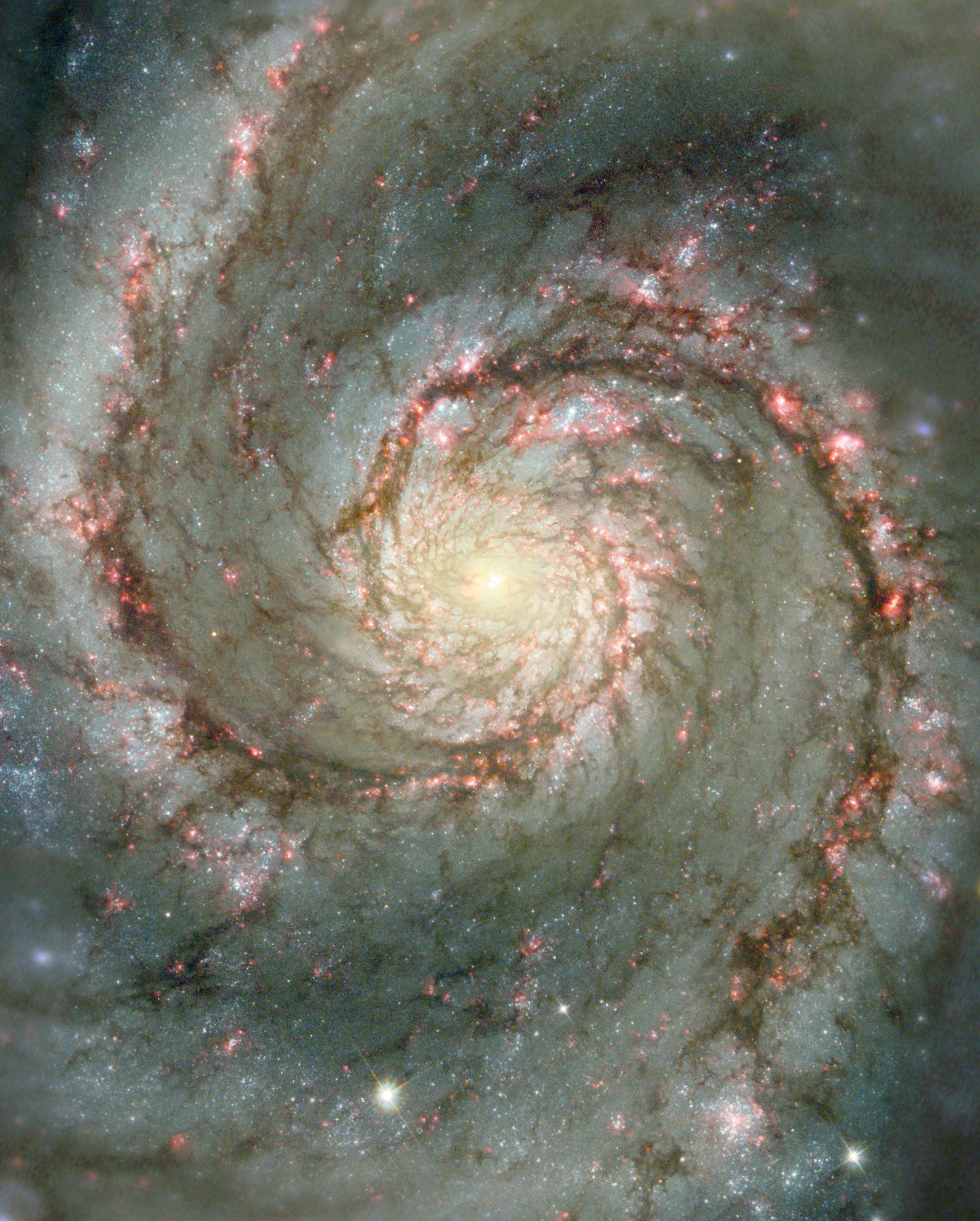
Un dettaglio della Galassia Vortice che mostra addossate ai bracci di spirale diverse nubi interstellari, tra cui varie regioni H II (in rosato) e nubi di polveri oscure, luoghi d'elezione dei processi di formazione stellare. HST-NASA/ESA.

Una tipica galassia spiraliforme, come la Via Lattea, contiene grandi quantità di mezzo interstellare, che si dispone principalmente lungo i bracci che delineano la spirale, ove la gran parte della materia che lo costituisce, qui convogliata a causa del moto di rotazione della galassia, può formare strutture diffuse. La situazione cambia procedendo lungo la sequenza di Hubble, fino ad arrivare alle più esigue quantità di materia presenti nel mezzo interstellare delle galassie ellittiche; conseguentemente, man mano che si riduce la quantità di mezzo interstellare vien meno la possibilità che si formino strutture nebulari diffuse, a meno che la galassia carente non acquisisca materiale da altre galassie con cui eventualmente interagisce.

## Tipologie
In relazione ad alcuni parametri fisici, quali densità, dimensioni e temperatura, l'idrogeno contenuto all'interno delle nubi può presentarsi sotto diverse forme, rendendo possibile operare una distinzione delle diverse tipologie nubi interstellari.

### Regioni H I
Le regioni H I (regione acca primo) sono costituite prevalentemente da idrogeno neutro monoatomico (H I); esse emettono un quantitativo estremamente basso di radiazione elettromagnetica, eccezion fatta per le emissioni nella banda dei 21 cm (1420 MHz), propria dell'H I. Nei pressi dei fronti di ionizzazione, in cui le regioni H I collidono con dei fronti di gas ionizzato in espansione (come una regione H II), queste ultime si illuminano in misura maggiore che in condizioni normali. Il grado di ionizzazione di una regione H I è molto basso e corrisponde a circa 10−4, ovvero una particella su 10 000.
La mappatura delle emissioni alle lunghezze d'onda dell'H I con un radiotelescopio è una tecnica largamente utilizzata per determinare la struttura di una galassia spirale e definire le perturbazioni gravitazionali tra galassie interagenti.
Tra le regioni H I sono annoverate le nubi ad alta velocità, che possiedono, per definizione, una vlsr (ovvero la velocità standard locale di riposo, local standard rest velocity) superiore a 90 km/s.

### Nubi molecolari

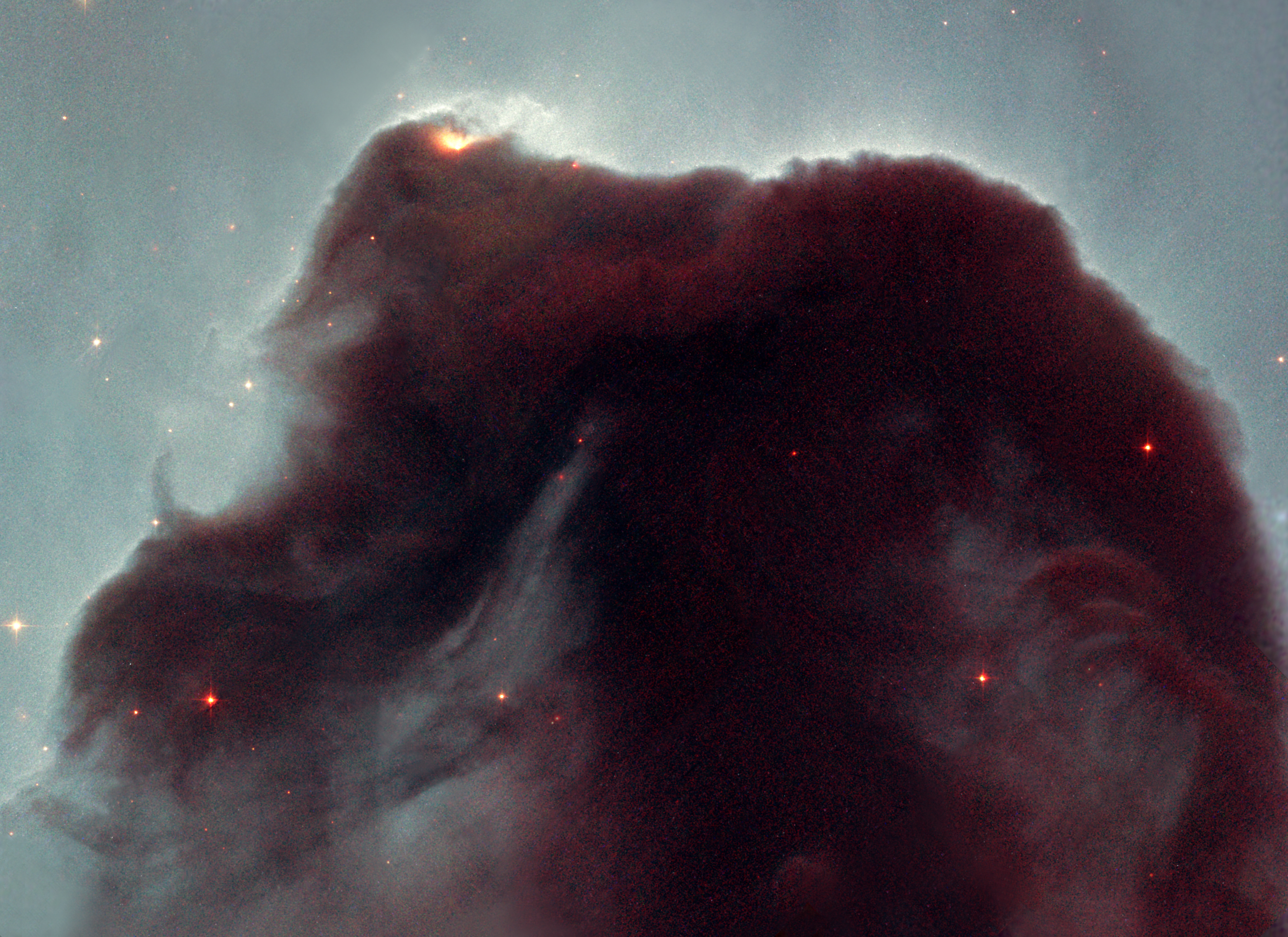
La Nebulosa Testa di Cavallo, una grande colonna di idrogeno molecolare e polveri oscure che si sovrappone al chiarore di IC 434, entrambe fanno parte del complesso di Orione.

Le nubi molecolari sono nubi interstellari caratterizzate da valori di densità e temperatura che permettono l'aggregazione degli atomi di idrogeno per formare idrogeno molecolare, H2.
Le nubi molecolari costituiscono il luogo d'elezione per la nascita di nuove stelle.
Dal momento che l'idrogeno molecolare è difficile da individuare all'osservazione infrarossa e radio, la molecola più frequentemente utilizzata per determinare la presenza di H2 è il monossido di carbonio (CO), con cui è normalmente in un rapporto di 10 000:1, ovvero 10 000 molecole di H2 per molecola di CO. Il rapporto tra la luminosità del CO e la massa del H2 è più o meno costante, sebbene alcune osservazioni in certe galassie mettano in dubbio questo presupposto.
In una tipica galassia spiraliforme come la Via Lattea, il gas molecolare rappresenta meno dell'1% del volume del mezzo interstellare, anche se ne costituisce la porzione con maggiore densità.
Nella categoria delle nubi molecolari sono annoverate le nebulose oscure, le nubi giganti, i globuli di Bok e i cirri infrarossi.

### Regioni H II

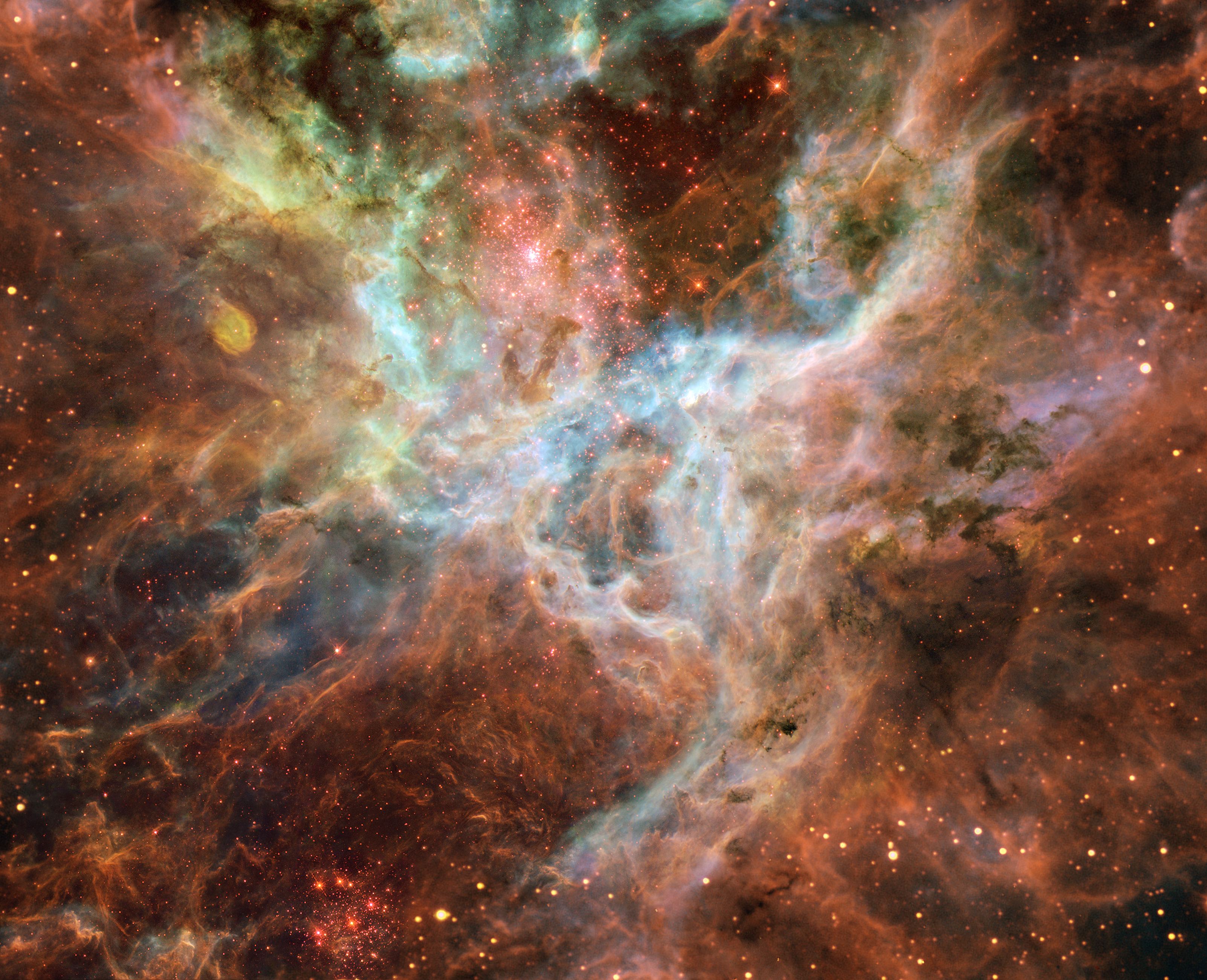
Immagine ripresa dal Telescopio Spaziale Spitzer che ritrae le regioni centrali della Nebulosa Tarantola, la più grande regione H II del Gruppo Locale.

Le regioni H II (regioni acca secondo) sono invece nubi di idrogeno ionizzato (H II) dalla radiazione ultravioletta emessa dalle stelle giovani, blu e calde (dei tipi OB, nell'angolo superiore del diagramma H-R) che si sono formate al loro interno. Per tale ragione, sono anche classificate tra le nebulosa a emissione. La presenza di una regione H II è indice di formazione stellare in corso.
La grandezza di una regione H II è determinata sia dall'ammontare di gas presente, sia dalla luminosità delle stelle O e B: più luminose esse sono, più grande è la regione H II. Il suo diametro è generalmente dell'ordine di alcuni anni luce. Si trovano nei bracci di spirale delle galassie, perché è in essi che la maggior parte delle stelle si formano. Sono tra le caratteristiche più grandi e visibili dei bracci delle galassie spirale, e sono state rivelate anche in galassie di alto redshift.
In luce visibile, sono caratterizzate dal loro colore rosso, causato dalla forte linea di emissione dell'idrogeno a 656,3 nm (linea H-α). Oltre all'idrogeno si trovano, in misura minore, anche altre specie atomiche; in particolare si osservano comunemente le linee proibite dell'ossigeno, dell'azoto e dello zolfo.
Le regioni H II hanno vita piuttosto breve, in termini astronomici: dipendenti come sono dalle giovani e grandi stelle che forniscono l'energia necessaria, diventano invisibili dopo che queste stelle muoiono, e le stelle di grande massa hanno una vita di pochi milioni di anni, o al massimo di poche decine.

## Formazione

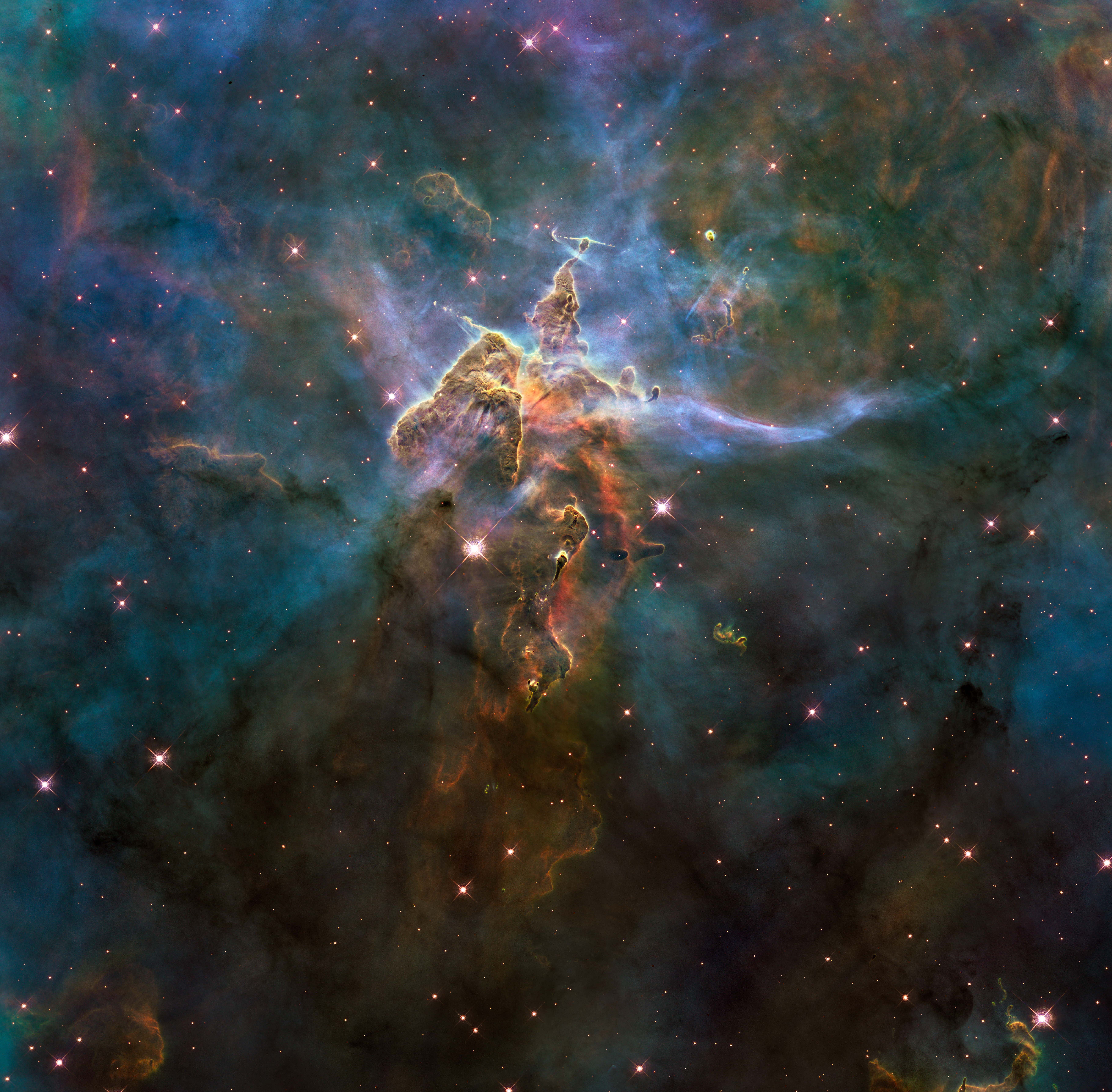
Dettaglio della regione H II nota come nebulosa della Carena; sulla sommità delle colonne di idrogeno e polveri sono presenti due oggetti di Herbig-Haro, HH 901 e HH 902 (i getti perpendicolari all'asse delle colonne); tali colonne sono flagellate dai venti e dalla radiazione ultravioletta di vicine stelle massicce, responsabili del processo di fotoevaporazione che tali nubi subiscono. Vedi dettaglio

È comune opinione che le nubi interstellari facciano parte del ciclo del mezzo interstellare, secondo cui i gas e le polveri, materia prima per la formazione di nuove stelle, passano dalle nubi ad esse e, al termine della loro esistenza, tornino nuovamente a costituire nubi, costituendo il materiale di partenza per una successiva generazione di stelle.
Le nubi interstellari si formano dall'addensarsi di un mezzo interstellare inizialmente molto rarefatto, con una densità compresa tra 0,1 e 1 particella per cm³. La normale dispersione di energia sotto forma di radiazione nell'infrarosso lontano (meccanismo questo assai efficiente) causa un raffreddamento progressivo del mezzo, che determina un incremento della densità e fa sì che la materia del mezzo si addensi in regioni H I; man mano che il raffreddamento prosegue, tali nubi divengono sempre più dense. Quando la densità raggiunge un valore di 1 000 particelle al cm³, la nube diviene opaca alla radiazione ultravioletta galattica; tali condizioni permettono agli atomi di idrogeno di combinarsi in molecole biatomiche (H2), tramite meccanismi che vedono coinvolte le polveri in qualità di catalizzatori; la nube diviene ora una nube molecolare. Qualora la quantità di polveri all'interno della nube sia tale da bloccare la radiazione luminosa visibile proveniente dalle regioni retrostanti, essa appare nel cielo come una nebulosa oscura.
I maggiori esemplari di queste strutture, le nubi molecolari giganti, possiedono densità tipiche dell'ordine delle 100 particelle al cm³, diametri di oltre 100 anni luce, masse superiori a 6 milioni di masse solari (M☉) ed una temperatura media, all'interno, di 10 K. Si stima che circa la metà della massa complessiva del mezzo interstellare della nostra Galassia sia contenuta in queste formazioni, suddivisa tra circa 6000 nubi molecolari ciascuna con più di 100.000 masse solari di materia al proprio interno.

Alcune nubi sono talmente dense (~10 000 atomi al cm³) da essere opache anche all'infrarosso, che normalmente è in grado di penetrare le regioni ricche di polveri. Tali nubi contengono cospicue quantità di materia (da 100 a 100000 M⊙) e costituiscono l'anello di congiunzione evolutivo tra la nube e i nuclei densi che si formano per il collasso e la frammentazione della nube.
L'eventuale presenza di giovani stelle massicce, che con la loro intensa emissione ultravioletta ionizzano l'idrogeno ad H+, trasforma la nube in una regione H II.

## Composizione chimica

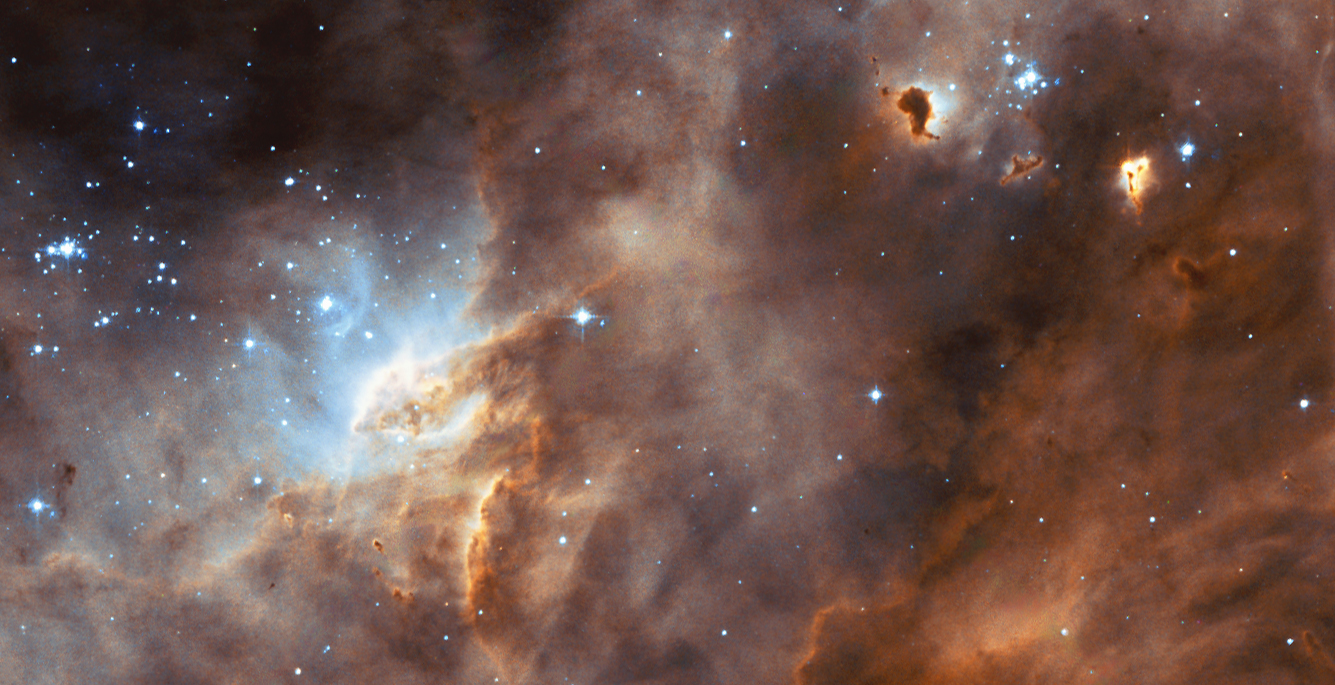
La regione di formazione stellare N11B, una nube molecolare nella Grande Nube di Magellano.

L'analisi della composizione delle nubi interstellari è realizzata studiando la radiazione elettromagnetica da queste emessa. I grandi radiotelescopi analizzano l'intensità di particolari frequenze che sono caratteristiche dello spettro di determinate molecole. Possiamo in questo modo produrre una mappa dell'abbondanza di queste molecole e comprendere le diverse composizioni delle nubi. Molte nubi interstellari sono fredde e tendono a emettere radiazione elettromagnetica di grande lunghezza d'onda. Nelle nubi calde spesso sono presenti ioni di molti elementi i cui spettri possono essere osservati nella luce visibile e ultravioletta.
I radiotelescopi possono analizzare anche tutte frequenze emesse da un determinato punto, registrando le intensità di ogni tipo di molecola. L'intensità del segnale è proporzionale all'abbondanza dell'atomo o la molecola che corrisponde a quella frequenza.
Normalmente circa il 70% della massa delle nubi interstellari è composto da idrogeno, mentre la restante percentuale è in prevalenza elio con tracce di elementi più pesanti, detti metalli, quali calcio, neutro o sotto forma di cationi Ca+ (90%) e Ca++ (9%), e composti inorganici, come acqua, monossido di carbonio, acido solfidrico, ammoniaca e acido cianidrico.

### Presenza di sostanze inattese
Fino a poco tempo fa si pensava che il tasso delle reazioni chimiche all'interno delle nubi interstellari fosse molto lento, con pochi composti prodotti a causa delle basse temperature e densità delle nubi. Tuttavia negli spettri sono state osservate grandi molecole organiche che gli scienziati non si aspettavano di trovare in quelle condizioni. Normalmente le reazioni necessarie a crearle si presentano solamente a temperature e pressioni molto più alte. Il fatto di averle trovate indica che queste reazioni chimiche nelle nubi interstellari hanno luogo più velocemente di quanto sospettato. Queste reazioni sono studiate nell'esperimento CRESU. Tra le molecole inattese risaltano numerosi composti organici, quali formaldeide, acido formico, etanolo e radicali (HO°, CN°).
Le nubi interstellari costituiscono inoltre uno strumento per studiare la presenza e le proporzioni dei metalli nello spazio. La presenza e le proporzioni di questi elementi possono aiutare a sviluppare teorie sulle modalità attraverso cui tali sostanze sono prodotte, specialmente quando le loro proporzioni misurate si discostano da quelle previste dai modelli della nucleosintesi stellare e quindi suggeriscono l'intervento di processi alternativi, come la spallazione ad opera dei raggi cosmici.